# Elias Maluco
Elias Pereira da Silva, mais conhecido como Elias Maluco (Rio de Janeiro, 23 de maio de 1966 —  Catanduvas, 22 de setembro de 2020), foi um criminoso brasileiro  considerado um dos maiores traficantes de drogas do Rio de Janeiro. Em 19 de setembro de 2002 foi preso, após uma caçada humana de três meses devido as consequências do assassinato do jornalista Tim Lopes. Elias era integrante da facção criminosa Comando Vermelho e comandava o tráfico de drogas em trinta favelas das imediações do Complexo do Alemão e da Penha, sendo acusado pela morte de mais de sessenta pessoas.
Elias Maluco também foi considerado um dos responsáveis pelas ondas de violência que abalaram o Rio de Janeiro em dezembro de 2006 e novembro de 2010.
No fim da tarde do dia 22 de setembro de 2020, o Departamento Penitenciário (DEPEN) do Paraná informou à imprensa que Elias Maluco foi encontrado morto numa cela da Penitenciária Federal de Catanduvas. De acordo com o órgão, o corpo do traficante aparentava sinais de enforcamento.

## Assassinato de Tim Lopes
Em 2 de junho de 2002, o jornalista Tim Lopes, que na ocasião fazia uma reportagem sobre abuso sexual de menores e tráfico de drogas em bailes funk na favela Vila Cruzeiro, bairro da Penha, foi sequestrado e levado por um grupo de traficantes liderado por Elias Maluco para a Favela da Grota no Complexo do Alemão, onde foi torturado e morto, após ter sido descoberto com uma microcâmera tentando filmar a venda de drogas no local. De acordo com depoimentos de traficantes ligados a Elias Maluco, presos poucos dias depois pela polícia, este teria torturado o jornalista, queimado seus olhos com um cigarro e esquartejado o corpo com uma espada de samurai. Em seguida, o corpo de Tim Lopes foi incinerado em uma gruta, utilizando-se pneus e gasolina, método conhecido pelos locais como "micro-ondas". Após intensas buscas, os restos mortais carbonizados foram encontrados no dia 12 de junho, num cemitério clandestino da Favela da Grota.
O crime teve repercussão internacional, e motivou manifestações contra a violência no Rio de Janeiro e em defesa da liberdade de imprensa, tendo sido um dos casos que levou a que o Brasil fosse apontado pela Comissão de Impunidade da Sociedade Interamericana da Imprensa (SIP) como o terceiro país mais perigoso para os profissionais desta área nas Américas.

## Captura
Após uma caçada humana de três meses liderada pela cúpula da segurança do Rio de Janeiro, a polícia lançou no dia 16 de setembro de 2002 a chamada "Operação Sufoco", cercando o Complexo do Alemão com o objetivo de capturar Elias Maluco. Após 50 horas de cerco policial, foi capturado no dia 19 de setembro na Favela da Grota, não tendo resistido à prisão. É dele a frase, no momento da prisão, "Perdi, chefe. Só não esculacha, não.", em referência à ânsia da polícia em prendê-lo.
Elias Maluco foi condenado em dezembro de 2002 a 13 anos de prisão pelos crimes de tráfico e associação para o tráfico de drogas, num processo que envolvia o cantor Belo. Em 10 de novembro de 2003, foi condenado a 18 anos de prisão pela 23ª Vara Criminal do Rio de Janeiro pelos mesmos crimes no âmbito de outro processo, e em 25 de maio de 2005 foi condenado a 28,5 anos de prisão pelo 1º Tribunal do Júri do Rio de Janeiro pelos crimes de homicídio triplamente qualificado, formação de quadrilha e ocultação de cadáver no caso do assassinato de Tim Lopes.
Elias Maluco ficou preso no complexo prisional Bangu I desde a sua detenção até 4 de janeiro de 2007, quando foi transferido para o Presídio Federal de Catanduvas, Paraná, juntamente com outros onze chefes das facções criminosas Comando Vermelho (CV) e Terceiro Comando (TC) acusados de planejar a queima de ônibus e os atentados contra delegacias e postos da Polícia Militar ocorridos no Rio de Janeiro em 28 de dezembro de 2006, que resultaram na morte de dezenove pessoas. Após o início de uma nova onda de violência no Rio de Janeiro em 21 de novembro de 2010, Elias Maluco e Marcinho VP, que segundo o setor de inteligência da polícia teriam ordenado os ataques, foram transferidos em 25 de novembro de 2010 para a Penitenciária Federal de Porto Velho, Rondônia. Em 18 de agosto de 2011, Elias Maluco foi novamente transferido, desta vez para o Presídio Federal de Campo Grande, Mato Grosso do Sul.

## Morte
No dia 22 de setembro de 2020, Elias Maluco foi encontrado morto em sua cela na Penitenciária Federal de Catanduvas, onde cumpria pena. O atestado de óbito apontou como causa da morte asfixia mecânica por enforcamento.